# Feliks Bołsunowski
Feliks Bołsunowski (ur. 1 czerwca?/13 czerwca 1881 w Pryłukach koło Kijowa, zm. 13 lipca 1929 w Warszawie) – pułkownik pilot i obserwator balonowy Wojska Polskiego.

## Życiorys
Był synem Tytusa i Konstancji z domu Piotrowskiej. W 1900 ukończył Kijowski Korpus Kadetów i wstąpił do armii rosyjskiej. Wziął udział w wojnie rosyjsko-japońskiej 1904–1905 jako dowódca kompanii saperów. W latach 1907–1908 dowodził kompanią aeronautyczną w Irkucku. W następnym roku ukończył Oficerską Szkołę Aeronautyki w Petersburgu. Po wybuchu I wojny światowej dowodził dywizjonem aeronautycznym.
W lutym 1918 wstąpił do formujących się wojsk polskich na froncie rumuńskim II Korpusu Polskiego, dowodzonego wówczas przez generała Sylwestra Stankiewicza, i przystąpił do formowania oddziału aeronautycznego. Z powodu niemożliwości zorganizowania tego oddziału, pełnił służbę w oddziałach saperów. Wraz z II Korpusem w maju 1918 wziął udział w bitwie pod Kaniowem. Z dużą częścią żołnierzy Korpusu dostał się do niewoli niemieckiej i został internowany w Brześciu nad Bugiem. Tutaj organizował wykłady z zakresu lotnictwa i teoretyczne szkolenia przyszłych pilotów wojsk balonowych.
Po rozbrojeniu Niemców 17 listopada 1918 wstąpił do Wojska Polskiego i został wyznaczony na zastępcę szefa Sekcji Żeglugi Napowietrznej Ministerstwa Spraw Wojskowych. W grudniu objął dowództwo I Lotniczego batalionu uzupełnień. W kwietniu 1919 został oddelegowany do Poznania w celu sformowania oddziałów aeronautycznych (balonowych). W 1 maja 1919 z polecenia podpułkownika Aleksandra Wańkowicza przystąpił do organizowania Oficerskiej Szkoły Aeronautycznej (inauguracja: 21 maja), a 11 czerwca został zatwierdzony na stanowisku komendanta szkoły. Na czele utworzonych przez siebie oddziałów balonowych wziął udział w wojnie z bolszewikami i został odznaczony Krzyżem Walecznych.
Po zakończeniu działań wojennych powrócił do prowadzenia Szkoły Aeronautycznej w Poznaniu. W 1922 został awansowany na pułkownika. Z dniem 1 listopada 1923 został przydzielony do Departamentu IV Żeglugi Powietrznej Ministerstwa Spraw Wojskowych w Warszawie na stanowisko szefa Wydziału Balonowego. Na stanowisku tym pozostał do czasu przejścia w stan spoczynku. Zmarł 13 lipca 1929 w Warszawie.

## Ordery i odznaczenia
- Krzyż Walecznych[3]
- Médaille commémorative de la Grande Guerre (Francja)[3]
- Medal międzysojuszniczy „Médaille Interalliée” (zezwolenie Naczelnika Państwa w 1921)[4]
- Odznaka „Obsarvateur en Ballon” (zezwolenie Wodza Naczelnego z dn. 13.10.1921)[5]
- Odznaka „Obsarvateur en Avion” (zezwolenie Wodza Naczelnego z dn. 13.10.1921)[5]